# Law of evidence (Vereinigte Staaten)
Als law of evidence (~ Beweisrecht) bezeichnet man im Recht der Vereinigten Staaten ein Rechtsgebiet, das über die Zulässigkeit von Beweismitteln im trial (~ Hauptverfahren) entscheidet. Das Rechtsgebiet hat kein direktes Äquivalent in den kontinentaleuropäischen Rechtsordnungen, gehört in den Vereinigten Staaten jedoch zu den wichtigsten Rechtsgebieten. Es erlangt seine besondere Bedeutung einerseits durch die Möglichkeit von jury-trials nicht nur in Strafverfahren, sondern auch in Zivilverfahren und andererseits durch die Geltung des adversatorischen Verfahrensmodells (insbesondere mit examination-in-chief und cross-examination) selbst in Strafsachen. Die Regeln der evidence sollen verhindern, dass die mit juristischen Laien besetzte jury durch fehlleitende Beweise in die Irre geführt wird.

## Rechtsquellen und Hauptgebiete
Jeder Bundesstaat hat seine eigenen Rules of Evidence. Auf Bundesebene gelten die Federal Rules of Evidence (FRE). Zu den Hauptgebieten des law of evidence gehören 1. relevance, einschließlich der Zulässigkeit von character evidence (~ Leumundsbeweis), 2. die Vernehmung von Zeugen (witnesses) einschließlich der Erschütterung ihrer Glaubwürdigkeit (impeachment of witnesses), sowie 3. die Regeln über die Zulässigkeit des Zeugens vom Hörensagen (hearsay evidence).

## Relevance
Relevant ist nach Rule 401 FRE ein Beweis, der irgendeine Tendenz hat, eine Tatsache von Bedeutung mehr oder weniger wahrscheinlich erscheinen zulassen als ohne den Beweis und zugleich Folgen für das Verfahren hat. Dazu muss der Beweis material und probative sein. Relevante Beweise sind nach Rule 402 FRE grundsätzlich immer zulässig, soweit nicht eine Ausnahme vorliegt. Ausnahmsweise kann das Gericht auch ohne eine explizite Ausnahme einen relevanten Beweis nicht zulassen, wenn der Beweiswert durch einen der folgenden abschließenden fünf Faktoren aufgewogen wird:
1. unfair prejudice (~ unbillige Vorbeeinflussung) soll verhindern, dass die Jury den Fall aufgrund starken emotionalen Drucks, beispielsweise von Bildern eines Toten o. ä. entscheidet;
2. confusing the issues (Wechsel des Beweisthemas) soll verhindern, dass unnötige Nebenschauplätze eröffnet werden,
3. misleading the jury (~ Irreführung der Jury) soll verhindern, dass die Jury einem Beweis zu viel Gewicht beimisst;
4. undue delay (~ ungebührliche Verzögerung);
5. wasting time (~ Zeitvergeudung) oder
6. unduly cumulative (~ ungebührliche Verdoppelung).

### Character evidence
Als character evidence bezeichnet das US-Recht nach Rule 404 FRE den Nachweis durch Urkunden oder Zeugenaussage, dass eine Person in Übereinstimmung mit einem bestimmten Charakterzug (beispielsweise Friedfertigkeit, Ehrlichkeit, Gewaltneigung) gehandelt hat. Character evidence kann in folgenden Fällen zulässig sein:
1. der Charakterzug ist ein wesentliches Elements des Verfahrens;
2. character as circumstantial evidence;
3. der Charakter eines Zeugen (nicht des Angeklagten oder Beklagten), um seine Glaubwürdigkeit zu erschüttern (Rule 608 FRE).

Grundsätzlich kann die Anklage (prosecution) in Strafsachen nicht ohne Weiteres den Charakter des Angeklagten zum Beweis dafür machen, dass der Angeklagte bei der Tat in Übereinstimmung mit diesem Charakterzug gehandelt hat (Rule 404(1) FRE). Macht die Verteidigung jedoch den guten Charakter (good character) des Angeklagten zum Thema, kann die Anklage den Gegenbeweis antreten (FRE 404(2)). Zum Beweis des Charakters einer Person stehen grundsätzlich zwei Möglichkeiten zur Verfügung: durch Zeugnis über den Ruf einer Person (testimony about the person's reputation) oder durch die eigene Meinung des Zeugen (by testimony in the form of an opinion) (FRE 405(a)). Die Anklage kann den Gegenbeweis durch einen weiteren Zeugen führen; sie kann auch denselben Zeugen im Kreuzverhör befragen. Sie kann diesen auch nach seinem Wissen zu bestimmten konkreten Ereignissen über das Verhalten des Angeklagten befragen, über diese konkreten Ereignisse jedoch keinen weiteren Beweis durch extrinsische Beweismittel erheben. Der Gegenbeweis muss sich auf den in Frage stehenden Charakterzug beschränken.
In zivilrechtlichen Fällen ist der Leumundsbeweis zum Beweis des Verhaltens zu einem bestimmten Zeitpunkt unzulässig. Er ist ausnahmsweise in zivilrechtlichen Fällen zulässig, wenn gerade der Charakter des defendant Gegenstand des Verfahrens ist, beispielsweise in Fällen von negligent hiring, negligent entrustment, defamation (als libel oder als slander) und in Sorgerechtsfällen. Anders als in strafrechtlichen Fällen ist der Beweis nicht nur als Reputationsbeweis oder Meinung zulässig, sondern nach FRE 405(b) auch als Zeugnis über das Verhalten in bestimmten Situationen.
Nach FRE 404(b) darf die Anklage keine extrinsischen Beweise für früheres Fehlverhalten als Beweis dafür anbieten, dass der Angeklagte auch diese neue Straftat begangen hat: Die Jury soll nicht zum Schluss kommen „Ein Mal Straftäter, immer Straftäter.“ Von dieser Regel existieren Ausnahmen nach FRE 404(b)(2). Die häufigsten sind:
- um das Motiv der Tat nachzuweisen,
- um den Vorsatz (intent) der Tat nachzuweisen,
- um nachzuweisen, dass der Täter keinem Irrtum bei der Begehung unterlag,
- um nachzuweisen, dass der Täter wiederholt dasselbe Tatschema verfolgt,
- um die Identität des Täters nachzuweisen.

Das Beweismaß hierfür ist lediglich sufficient evidence. In strafrechtlichen Fällen muss die Anklage nach FRE 404(b)(2) vor dem Hauptverfahren (trial) dem Gericht reasonable notice darüber geben, dass sie beabsichtigt, derartige Beweise einzuführen. Das Gericht kann zusätzlich, immer nach FRE 403, den Beweis ausschließen.

### Gewohnheiten und Routinen
Von der character evidence ist die Gewohnheit oder Routine nach FRE 406 abzugrenzen. Habit ist ein zulässiger Beweis (circumstantial evidence), um das Verhalten einer Person zu einem bestimmten Ereignis zu beweisen. Voraussetzungen der Zulässigkeit sind Häufigkeit und Bestimmtheit der Gewohnheit.

## Zeugen

### Dead Man Statute
Nach Rule 601–603 FRE kann jede Person Zeuge sein, soweit sie eigenes Wissen (personal knowledge) hat und einen Eid abgelegt hat. Ausnahmen gelten in einigen Bundesstaaten nach dem sog. Dead Man Statute. Nach dieser Regel kann in einem Zivilverfahren niemand gegen den estate eines Verstorbenen über Kommunikation zwischen ihm und dem Verstorbenen aussagen, der ein Interesse am Ausgang des Verfahrens hat. Sinn der Regel ist es dem Zeugen keinen ungebührlichen Vorteil gegenüber dem estate zu verschaffen: Dieses kann den Toten nämlich nicht mehr als Zeugen benennen. Auf Bundesebene besteht diese Regelung nicht.

### Impeachment
Als impeachment gilt Beweismaterial, dass ein Zeuge aus einem bestimmten Grund nicht glaubwürdig ist.
Nach FRE 608 ff. kann die Glaubwürdigkeit eines Zeugen durch folgende Operationen angegriffen werden (impeachment):
1. frühere nicht vereinbare Aussagen
2. Voreingenommenheit, Interesse am Ausgang des Falles oder ein Motiv, den Sachverhalt verdreht wiederzugeben;
3. Sinnesmängel;
4. widersprüchliche Aussage;
5. der schlechte Ruf des Zeugen oder die schlechte Meinung über die Wahrheitsliebe des Zeugen;
6. strafrechtliche Verurteilungen;
7. sonstige schlechte Handlungen, die die Wahrheitsliebe des Zeugen in Zweifel ziehen.

Frühere nicht vereinbare Aussagen können sowohl durch Kreuzverhör als aus durch extrinsische Beweise in das Hauptverfahren eingebracht werden. Für extrinsische Beweise wegen nicht vereinbarer Aussage müssen jedoch zwei Bedingungen erfüllt sein: Es muss eine Grundlage (foundation) bestehen und die Aussage muss für den Fall relevant sein. Für die Grundlage müssen ihrerseits wiederum drei Bedingungen erfüllt sein: Er muss nach FRE 613(b) Gelegenheit dazu haben, seine Aussage zu erklären oder zu leugnen und die Gegenpartei muss Gelegenheit dazu haben, ihn über die Aussage zu befragen.
Für die Notwendigkeit einer Grundlage (foundation) gelten jedoch drei Ausnahmen: Es gilt nicht für ein opposing party’s statement nach FRE 801(d)(2), es gilt nicht für die unvereinbare Aussage bei hearsay und es gilt zuletzt nach FRE 613(b) nicht, wenn die Gerechtigkeit es verlangt (justice requires it).
Die frühere nichtvereinbare Aussage kann nicht nur zum impeachment des Zeugen eingeführt werden: Sie kann auch als Beweis in der Sache eingebracht werden, wenn sie die Voraussetzungen eines hearsay-Ausschlusses erfüllt.

## Hörensagen(hearsay)
Als hearsay gilt jede außerhalb des Gerichtsverfahrens gemachte Aussage, die der Erklärende nicht während seiner Aussage in der laufenden Verhandlung oder Anhörung abgegeben hat und zum Beweis einer behaupteten Tatsache vorgebracht wird (vgl. FRE 801(a)--(c)). Hearsay ist grundsätzlich unzulässig (FRE 802). Dies wird damit begründet, dass der Erklärende nicht für ein Kreuzverhör zur Verfügung steht. Von diesem Verbot existieren Ausschlüsse (exclusions) und Ausnahmen (exceptions). Ausschlüsse sind kein hearsay; Ausnahmen sind hearsay, aber dennoch ausnahmsweise zulässig.
Ausschlüsse (auch non-hearsay) sind:
- frühere Aussagen zur Identifikation von Personen (FRE 801(d)(1)(C));
- frühere Aussagen im Widerspruch zur jetzigen unter Eid (FRE 801(d)(1)(A));
- frühere übereinstimmende Aussagen zur rehabilitation des Zeugen (FRE 801(d)(1)(B)).
- jede Aussage der Gegenpartei (ehemals sog. admission, ~ Zugeständnis)(FRE 801(d)(2)).

In letztere Kategorie fallen auch sog. adoptive statements. Adoptive statements sind ausdrückliche oder konkludente Aussagen der Gegenpartei, die der Aussage eines Dritten zustimmen. Unter dieser Doktrin ist auch das Schweigen auf die Aussage eines Dritten im Prozess verwertbar (mit Ausnahme von Strafprozessen), wenn
1. die Gegenpartei dessen Aussage gehört und verstanden hat,
2. die Gegenpartei dessen Aussage widersprechen konnte und,
3. eine vernünftige Person der Aussage widersprochen hätte.

Ebenso zählen zu den admissions by Party-Opponent sog. vicarious statements (~ Aussagen durch Stellvertreter). Hiernach gelten die Aussagen eines autorisierten Sprechers, eines Vertreters oder Angestellten, einer Partners in einer Partnerschaft und eines Mitverschwörers (co-conspirator) nicht als hearsay, sondern fallen in die Gruppe der Ausschlüsse (exclusions). Nicht in diese Gruppe zählen hingegen die Aussagen eines Mitangeklagten oder Mitbeklagten (co-defendant).
Ausnahmen zur Unzulässigkeit von hearsay können in zwei Kategorien eingeteilt werden: Solche mit verfügbarem Erklärendem und solche mit nicht-verfügbarem Erklärendem (FRE 804). Ausnahmen mit verfügbarem Erklärendem sind:
- frühere Aussage unter Eid,
- statement against interest:  Der Zeuge berichtet hierbei über die Aussage eines für das Verfahren nicht-verfügbaren Erklärenden; der Inhalt der überlieferten Aussage ist gegen dessen Vermögensinteressen oder gegen seine finanziellen Interessen oder würde ihn strafrechtlicher Verfolgung aussetzen. Das statement against interest ist von der admission zu unterscheiden.
- Erklärung in Erwartung des unmittelbaren Todes (dying declaration), jedoch nur, wenn sie die Umstände des eigenen Todes betrifft,
- Angaben zur persönlichen oder Familiengeschichte,
- Erklärung gegen die Partei, die die Nichtverfügbarkeit des Erklärenden herbeigeführt hat.

Ausnahmen, bei denen die Verfügbarkeit des Erklärenden nicht relevant ist, sind:
- Äußerungen in Aufregung (excited utterances),
- gegenwärtige Sinneseindrücke (present sense impressions),
- gegenwärtiger Gemütszustand (present state of mind),
- Erklärungen zur körperlichen Verfassung (declaration of physical condition),
- geschäftliche Aufzeichnungen (business records),
- offizielle Aufzeichnungen (official records),
- Dokumente, die vor dem 1. Januar 1998 erstellt wurden (ancient documents),
- Dokumente über Eigentumsinteressen,
- gelehrte Abhandlungen (learned treatises),
- der Ruf einer Person,
- Familiendokumente (beispielsweise in einer Familienbibel),
- Marktberichte.

## Privileges(Zeugnis- und Aussageverweigerungsrechte)
Für Ehepartner bestehen besondere Privilegien, wenn sie in den Zeugenstand treten sollen. Spousal immunity und privilege for confidential communications. Ersteres gilt nur in Strafverfahren und verhindert, dass der aktuelle Ehepartner gegen seinen Willen als Zeuge vernommen werden kann. Das privilege steht allein dem Ehepartner zu. Letzteres verhindert in Zivil- und Strafverfahren nur, dass dem Ehepartner-Zeugen bestimmte Fragen gestellt werden können, die den Kernbereich ehelicher Kommunikation betreffen. Die Ehe muss anders als beim spousal privilege nicht bei der Zeugenaussage bestehen, sondern zum Zeitpunkt der ehelichen Kommunikation.

## Übersicht über die Unterschiede im Straf- und Zivilverfahren
| Beweismittel                               | Strafverfahren                                                     | Zivilverfahren                                                          |
| ------------------------------------------ | ------------------------------------------------------------------ | ----------------------------------------------------------------------- |
| Judicial notice (~ offenkundige Tatsachen) | bindend für die Jury                                               | nicht bindend für die Jury                                              |
| Leumundsbeweis                             | Strafverfolger können nicht von sich aus Leumundsbeweis einbringen | immer unzulässig, außer der Leumund ist zentraler Inhalt des Verfahrens |
| Dying declaration                          | nur zulässig bei Tötungsdelikten                                   | immer zulässig                                                          |